# 硝酸氙
硝酸氙是一种使二氟化氙与无水硝酸反应制得的过渡化合物。 尽管二硝酸氙 (Xe(NO3)2) 尚未被分离，它的一硝酸盐：硝酸氟化氙(XeFNO3)已经进行了研究。

## 制备
尝试生产二硝酸氙的方法： 
XeF2 + 2HNO3 → Xe(NO3)2 + 2HF
这个反应取得了红棕色的固体，在23 °C 下变蓝，持续很短时间，然后猛烈分解。
这个分解反应是：
Xe(NO3)2 → Xe + O2NOONO2 (不稳定的氮过氧化物)
但是，确实存在混合硝酸盐FXeONO2。  这个化合物被称为一硝酸氟化氙 或氟硝酸化氙。